# Andrzej Grzegorczyk
Andrzej Grzegorczyk (ur. 22 sierpnia 1922 w Warszawie, zm. 20 marca 2014 tamże) – polski matematyk i filozof, specjalizujący się w logice, podstawach matematyki oraz matematycznych podstawach informatyki. Zajmował się też teorią modeli, rekurencją i etyką.

## Życiorys

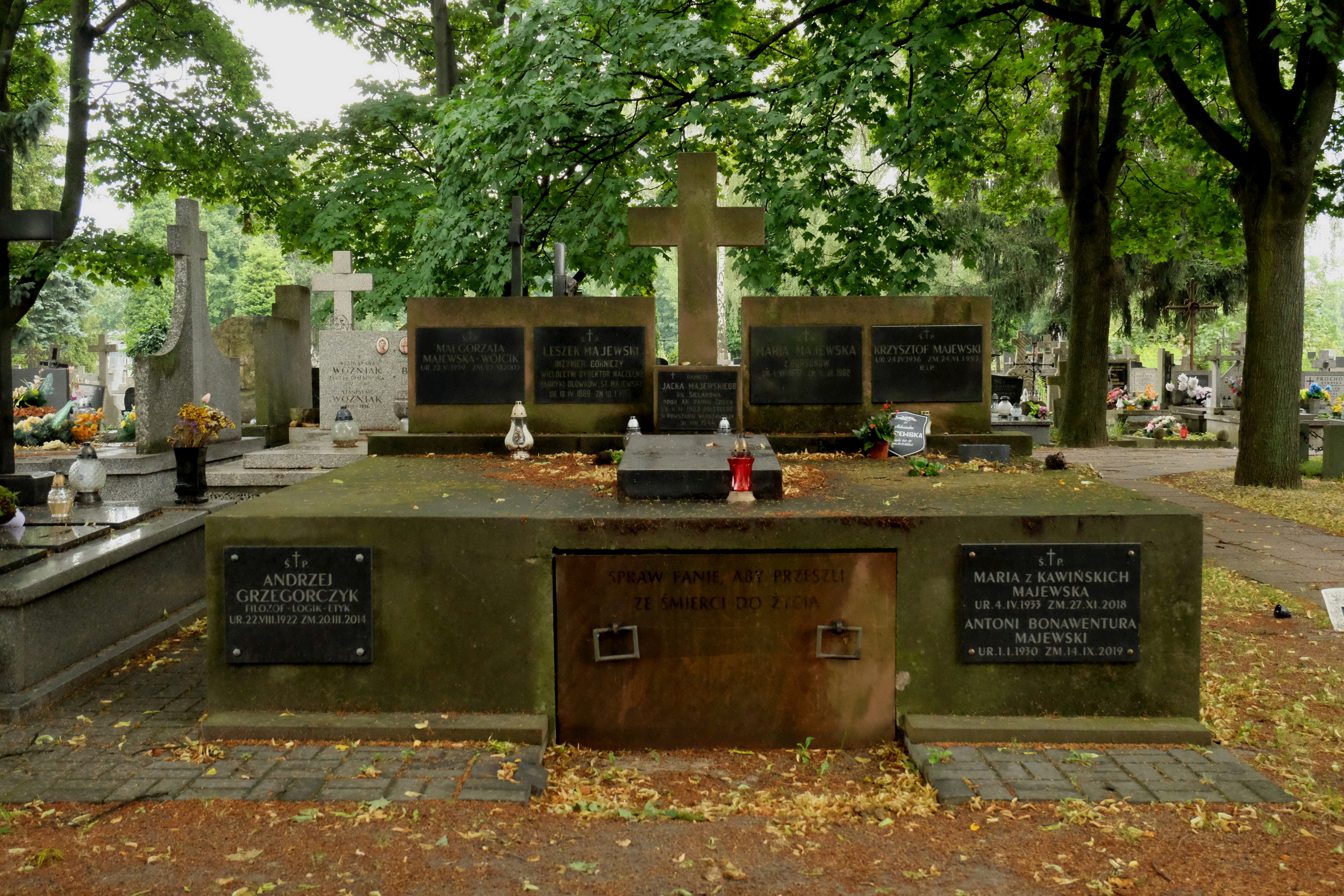
Grób Andrzeja Grzegorczyka na cmentarzu parafialnym w Pruszkowie

Andrzej Grzegorczyk był synem Piotra Grzegorczyka, historyka literatury polskiej oraz Zofii z domu Zdziarskiej, lekarki. W czasie II wojny światowej uzyskał maturę na tajnych kompletach w Liceum im. Tadeusza Reytana w Warszawie (1940), a następnie studiował na tajnych kompletach Uniwersytetu Warszawskiego. Walczył w powstaniu warszawskim w batalionie „Gustaw”, został ranny 13 sierpnia 1944 w eksplozji „czołgu pułapki” na ulicy Kilińskiego w Warszawie, opuścił Warszawę z ludnością cywilną. W 1945 obronił pracę magisterską z filozofii na Uniwersytecie Jagiellońskim. W latach 1946–1948 był asystentem Władysława Tatarkiewicza i sekretarzem redakcji „Przeglądu Filozoficznego”. W 1950 obronił na Uniwersytecie Warszawskim pracę doktorską z matematyki On topological spaces in Topologies without Points, napisaną pod kierunkiem Andrzeja Stanisława Mostowskiego. W latach 1950–1974 pracował w Instytucie Matematycznym PAN, w latach 1960–1968 równocześnie na Wydziale Matematyki i Mechaniki Uniwersytetu Warszawskiego. W 1960 mianowany profesorem nadzwyczajnym. W 1967 prowadził wykłady na Uniwersytecie w Amsterdamie. Od 1967 był członkiem Sekcji Logiki w Międzynarodowej Unii Historii i Filozofii Nauki. W 1972 otrzymał tytuł profesora zwyczajnego. W 1974 został pracownikiem Instytutu Filozofii i Socjologii PAN, od 1982 kierował Pracownią Etyki tamże. 
Zainteresowania naukowe Andrzeja Grzegorczyka koncentrowały się na logice matematycznej ze szczególnym uwzględnieniem problematyki rozstrzygalności, teorii modeli, funkcji rekurencyjnych oraz zastosowania logiki w metodologii nauk. Ponadto zajmował się podstawami racjonalnego poglądu na świat i tworzeniem własnego systemu filozoficznego.
Był także aktywnym członkiem warszawskiego Klubu Inteligencji Katolickiej, jego wiceprezesem (1972–1973) i członkiem zarządu (1973–1974, 1976–1978), od lat 70. angażował się w niezależne działania ekumeniczne, w szczególności w ramach dialogu z prawosławiem, organizował w swoim mieszkaniu spotkania z inteligencją rosyjską, propagował także wśród opozycji ideę walki non-violence. 
W styczniu 1976 podpisał list protestacyjny do Komisji Nadzwyczajnej Sejmu PRL przeciwko zmianom w Konstytucji Polskiej Rzeczypospolitej Ludowej. W PRL informacje na temat Andrzeja Grzegorczyka podlegały cenzurze. W 1977 jego nazwisko znajdowało się na specjalnej liście osób pod szczególną kontrolą cenzury. Zalecenia cenzorskie dotyczące jego osoby zanotował Tomasz Strzyżewski, który w swojej książce o peerelowskiej cenzurze opublikował notkę informacyjną z 7 stycznia 1977 Głównego Urzędu Kontroli Prasy, Publikacji i Widowisk. Wytyczne dla cenzorów wymieniały jego nazwisko z adnotacją: „Wszelkie próby popularyzowania w środkach masowego przekazu (prasa codzienna, radio, TV, tygodniki społeczno-polityczne) niżej wymienionych osób należy sygnalizować kierownictwu GUKPPiW”. Zalecenia cenzorskie zezwalały jedynie na publikacje w prasie specjalistycznej, naukowej oraz skryptach itp..
Od roku 1953 był żonaty z Renatą Grzegorczykową z domu Majewską, językoznawczynią, profesorem UW, z którą miał dwoje dzieci. Został pochowany na cmentarzu parafialnym w Pruszkowie.

## Odznaczenia i wyróżnienia
- 1957: Nagroda im. Stefana Banacha.
- 1997: Krzyż Kawalerski Orderu Odrodzenia Polski[14] za wybitne zasługi dla nauki polskiej
- 2010: doktorat honoris causa Uniwersytetu Blaise Pascala w Clermont-Ferrand[6]
- 2013: tytuł doktora honoris causa Uniwersytetu Jagiellońskiego[15].
- 2014: Krzyż Oficerski Orderu Odrodzenia Polski za wybitne osiągnięcia w pracy naukowo-badawczej i działalności dydaktycznej, za zasługi na rzecz rozwoju nauki (pośmiertnie)[16][17].

## Publikacje
- Logika popularna. Przystępny zarys logiki zdań, Państwowe Wydawnictwo Naukowe, Warszawa 1955
- Zagadnienia rozstrzygalności, Państwowe Wydawnictwo Naukowe, Warszawa 1957
- Zarys logiki matematycznej, Państwowe Wydawnictwo Naukowe, Warszawa 1961, s. 501.
- Schematy i człowiek. Szkice filozoficzne, Wydawnictwo Znak, Kraków 1963
- Basic notes in foundations, Instytut Matematyki PAN, Warszawa 1967
- Zarys arytmetyki teoretycznej, Państwowe Wydawnictwo Naukowe, Warszawa 1971
- Filozofia czasu próby, Éditions du Dialogue, Paryż 1979, s. 221, ISBN 2-85316-021-1.
- Moralitety, Instytut Wydawniczy „Pax”, Warszawa 1986
- Mała propedeutyka filozofii naukowej, Instytut Wydawniczy „Pax”, Warszawa 1989, s. 116, ISBN 83-211-0992-6.
- Etyka w doświadczeniu wewnętrznym, Instytut Wydawniczy „Pax”, Warszawa 1989, s. 473, ISBN 83-211-0997-7.
- Życie jako wyzwanie. Wprowadzenie w filozofię racjonalistyczną, wyd. IFiS PAN, Warszawa 1993
- Logic – a human affair, Wydawnictwo Scholar, Warszawa 1997
- Europa – odkrywanie sensu istnienia, Instytut Politologii, Studium Generale Europa, Warszawa 2001
- Psychiczna osobliwość człowieka, Wydawnictwo Scholar, Warszawa 2003